# سازمان آزادیبخش خلق‌های ایران
سازمان آزادیبخش خلق‌های ایران سازمانی سیاسی بود که توسط سیروس نهاوندی مأمور نفوذی ساواک در حزب توده و سازمان انقلابی حزب توده ایران و به همراه رضا نعمت‌اللهی، علی حسینی و ابراهیم ابراهیمی تأسیس شد.

## پیشینه
نهاوندی به دلیل فعالیت‌هایش در سازمان انقلابی حزب توده ایران در آذر ۱۳۵۰ همراه با ۲۴ نفر از اعضای این سازمان بازداشت شد. او در زندان با ساواک وارد همکاری شده و با قراردادن اطلاعات خود به همکاری با ساواک می‌پردازد. وی در آذر ۱۳۵۱ با فراری ساختگی تحت نظر ساواکاز بیمارستان ارتش خارج می‌شود این فرار باعث ایجاد اعتباری مضاعف برای وی شده و او را در قامت یک قهرمان مبارزه چریکی معرفی کرد.
وی پس از مدتی از سازمان انقلابی حزب توده ایران خارج شده و با توجه به امکانات مالی و لجستیکی که ساواک در اختیارش قرار داده بود سازمان آزادیبخش خلق‌های ایران را تأسیس کرد.

## تأسیس سازمان و دستگیری اعضا
سازمان آزادیبخش خلق‌های ایران اولین اعلامیه خود را در ۵ اردیبهشت ۱۳۵۲ منتشر کرد و این امر باعث جذب بسیاری از افراد علاقه‌مند به مشی مسلحانه به این گروه شد. نهاوندی موفق شد تعداد زیادی را به این سازمان جذب کند. سازمان خط مشی چریکی - مارکسیستی داشت. و بین رهبران این مجموعه و سازمان انقلابی حزب توده ایران به رهبری پرویز واعظزاده روابط نزدیک و استراتژیکی به وجود آمده بود.
پس از چندی تعدادی از اعضای سازمان به او مشکوک شدند و قرار شد که این موضوع در جلسه‌ای در شب یلدای ۱۳۵۵ در محل مخفی سازمان در (خیابان وثوق) نارمک مورد بررسی قرار گیرد. سیروس نهاوندی که طبیعتاً در جلسه شرکت می‌کرد از این موضوع مطلع شده بود. در همان شب و فردای آن روز ساواک به محل جلسه و دیگر مخفیگاه‌های سازمان حمله کرد. در تاریخ ۲ دی ۱۳۵۵ ساواک اعلام کرد که در درگیری‌ها یازده نفر دستگیر و ۸ نفر کشته (مینا رفیعی، ماهرخ فریال، رحیم تشکری، جلال دهقان، مسعود صارمی، محمدحسن زکی زاده، محمدعلی پاریاب) شده‌اند. کشته شدگان در این درگیری عبارت بودند از: پرویز واعظ زاده مرجانی، رحیم تشکری، ماهرخ فیال، مینا رشیدی (رفیعی)، جلال دهقان، حسن زکی‌زاده، مسعود صارمی و محمدعلی پاریا. هم‌زمان ساواک به مسولین سازمان نیز که در خانه ای در کرج جمع شده بودند حمله و آنان را نیز دستگیر می‌کند. در ادامه نهاوندی لیست ۳۵۰ نفری را که به بهانه دادن جزوات از گروه‌های مختلف جمع‌آوری کرده بود در اختیار ساواک قرار داده و آنان نیز دستگیر می‌شود. در ادامه این یورش‌ها ساواک به مخفیگاه پرویز واعظزاده رهبر سازمان انقلابی حزب توده ایران بنیز حمله کرده و او را می‌کشد. پس از مدتی نیز در قرار بین سازمانی ترتیب داده شده توسط نهاوندی دو نفر (مهوش جاسمی، معصومه طوافچیان (همسر پرویز واعظ زاده)) دیگر از کادرهای سازمان انقلابی حزب توده نیز دستگیر می‌شوند که بعداً در زیر شکنجه کشته می‌شود.
به این ترتیب فعالیت‌های این گروه ساخته شده توسط ساواک پایان می‌پذیرد.

## رهبران سازمان
سیروس نهاوندی، رضا نعمت‌اللهی، علی حسینی و ابراهیم ابراهیمی بنیانگذاران